# سیارک ۲۲۱۲۰
سیارک ۲۲۱۲۰ (به انگلیسی: 22120 Gaylefarrar، نامگذاری:2000SO102) بیست و دو هزار و صد و بیستمین سیارک کشف شده‌است که در ۲۴ سپتامبر ۲۰۰۰ کشف شد.
قدر مطلق سیارک برابر ۸.۹ است.